# Maria di Bulgaria
Maria di Bulgaria (chiamata Maria Ducaina, in greco Μαρία Δούκαινα?, nelle fonti bizantine; ... – 21 novembre dopo il 1095) era moglie del protovestiario e domestikos tōn scholōn Andronico Ducas e madre dell'imperatrice Irene Ducaena.

## Biografia
Maria era figlia di Troian di Bulgaria e di una nobile bizantina dal nome sconosciuto, discendente dalle famiglie Contostefano e Foca, e quindi nipote di Ivan Vladislav, l'ultimo sovrano del Primo Impero Bulgaro.
Maria sposò Andronico Ducas ben prima del 1066. Suo marito era figlio del cesare Giovanni Ducas, uno dei principali attori della politica bizantina dell'epoca, e di Eirene Pelagonitissa. Era anche nipote di Costantino X e cugino di primo grado di Michele VII.
Maria ricevette in eredità vaste proprietà terriere intorno al lago di Ocrida e il notevole reddito generato fu utilizzato per sostenere uno stile di vita sfarzoso e le ambizioni politiche del marito. In quanto ultimi discendenti della famiglia regnante di Bulgaria, Maria e le sue figlie Irene e Anna, che sposarono il primo membro di rilievo della famiglia Paleologi, portarono con sé non solo un'immensa ricchezza, ma anche la legittimazione dell'autorità bizantina sulla popolazione bulgara: i suoi (e delle sue figlie) matrimoni di rilievo sono una prova dell'integrazione finale dei discendenti della dinastia dei Cometopuli nella nobiltà di corte a Costantinopoli.
Come madre dell'imperatrice Irene Ducaena, Maria fu una donna di una certa influenza nei primi anni del regno di Alessio I Comneno, anche se, da vedova, evitò la corte imperiale e scelse di vivere nella sua tenuta sul lago di Ocrida. La nipote Anna Comnena ne elogia la bellezza e la saggezza nell'Alessiade.
Nel 1077-1081, ricostruì e restaurò ampiamente la Chiesa di San Salvatore in Chora, portandola più o meno allo stato attuale.

## Discendenza
Maria di Bulgaria e Andronico Ducas ebbero sette figli:
- Michele Ducas[3].
- Costantino Ducas[4].
- Stefano Ducas[2].
- Giovanni Ducas[5].
- Irene Ducaena moglie di Alessio I Comneno.
- Anna Ducaena moglie di Giorgio Paleologo.
- Teodora Ducaena, che si fece suora[6].

## Ascendenza
|                            |   |                    | Genitori |  |  | Nonni |  |  | Bisnonni           |  |  | Trisnonni      |  |
|                            |   |                    |          |  |  |       |  |  | Aronne di Bulgaria |  |  | Nicola (komes) |  |
|                            |   |                    |          |  |  |       |  |  | Aronne di Bulgaria |  |  | Nicola (komes) |  |
|                            |   | Ripsimia d'Armenia |          |  |  |       |  |  | Aronne di Bulgaria |  |  |                |  |
| Ivan Vladislav di Bulgaria |   |                    |          |  |  |       |  |  | Aronne di Bulgaria |  |  |                |  |
|                            |   | …                  | …        |  |  |       |  |  |                    |  |  |                |  |
|                            |   | …                  | …        |  |  |       |  |  |                    |  |  |                |  |
|                            |   | …                  | …        |  |  |       |  |  |                    |  |  |                |  |
| Troian di Bulgaria         |   | …                  |          |  |  |       |  |  |                    |  |  |                |  |
|                            |   | …                  | …        |  |  |       |  |  |                    |  |  |                |  |
|                            |   | …                  | …        |  |  |       |  |  |                    |  |  |                |  |
|                            |   | …                  | …        |  |  |       |  |  |                    |  |  |                |  |
| Maria                      |   | …                  |          |  |  |       |  |  |                    |  |  |                |  |
|                            |   | …                  | …        |  |  |       |  |  |                    |  |  |                |  |
|                            |   | …                  | …        |  |  |       |  |  |                    |  |  |                |  |
|                            |   | …                  | …        |  |  |       |  |  |                    |  |  |                |  |
| Maria di Bulgaria          |   | …                  |          |  |  |       |  |  |                    |  |  |                |  |
|                            | … | …                  |          |  |  |       |  |  |                    |  |  |                |  |
|                            | … | …                  |          |  |  |       |  |  |                    |  |  |                |  |
|                            | … | …                  |          |  |  |       |  |  |                    |  |  |                |  |
| …                          | … |                    |          |  |  |       |  |  |                    |  |  |                |  |
|                            |   | …                  | …        |  |  |       |  |  |                    |  |  |                |  |
|                            |   | …                  | …        |  |  |       |  |  |                    |  |  |                |  |
|                            |   | …                  | …        |  |  |       |  |  |                    |  |  |                |  |
| N.Konstostephanissa        |   | …                  |          |  |  |       |  |  |                    |  |  |                |  |
|                            |   | …                  | …        |  |  |       |  |  |                    |  |  |                |  |
|                            |   | …                  | …        |  |  |       |  |  |                    |  |  |                |  |
|                            |   | …                  | …        |  |  |       |  |  |                    |  |  |                |  |
| …                          |   | …                  |          |  |  |       |  |  |                    |  |  |                |  |
|                            |   | …                  | …        |  |  |       |  |  |                    |  |  |                |  |
|                            |   | …                  | …        |  |  |       |  |  |                    |  |  |                |  |
|                            |   | …                  | …        |  |  |       |  |  |                    |  |  |                |  |
|                            |   | …                  |          |  |  |       |  |  |                    |  |  |                |  |